# 都柏林 (印地安納州)
都柏林（英語：Dublin）是一個位於美國印地安納州韋恩縣的城鎮。

## 人口
根據2010年美國人口普查的數據，都柏林的面積為1.37平方千米，當中陸地面積為1.34平方千米，而水域面積為0.03平方千米。當地共有人口2,552人，而人口密度為每平方千米1,863人。